# Кащенко, Пётр Петрович
Пётр Петро́вич Ка́щенко (28 декабря 1858 [9 января 1859], Тамбов — 19 февраля 1920, Москва) — русский врач-психиатр, общественный и земский деятель, автор статей по психиатрии и организации психиатрической помощи.

## Биография

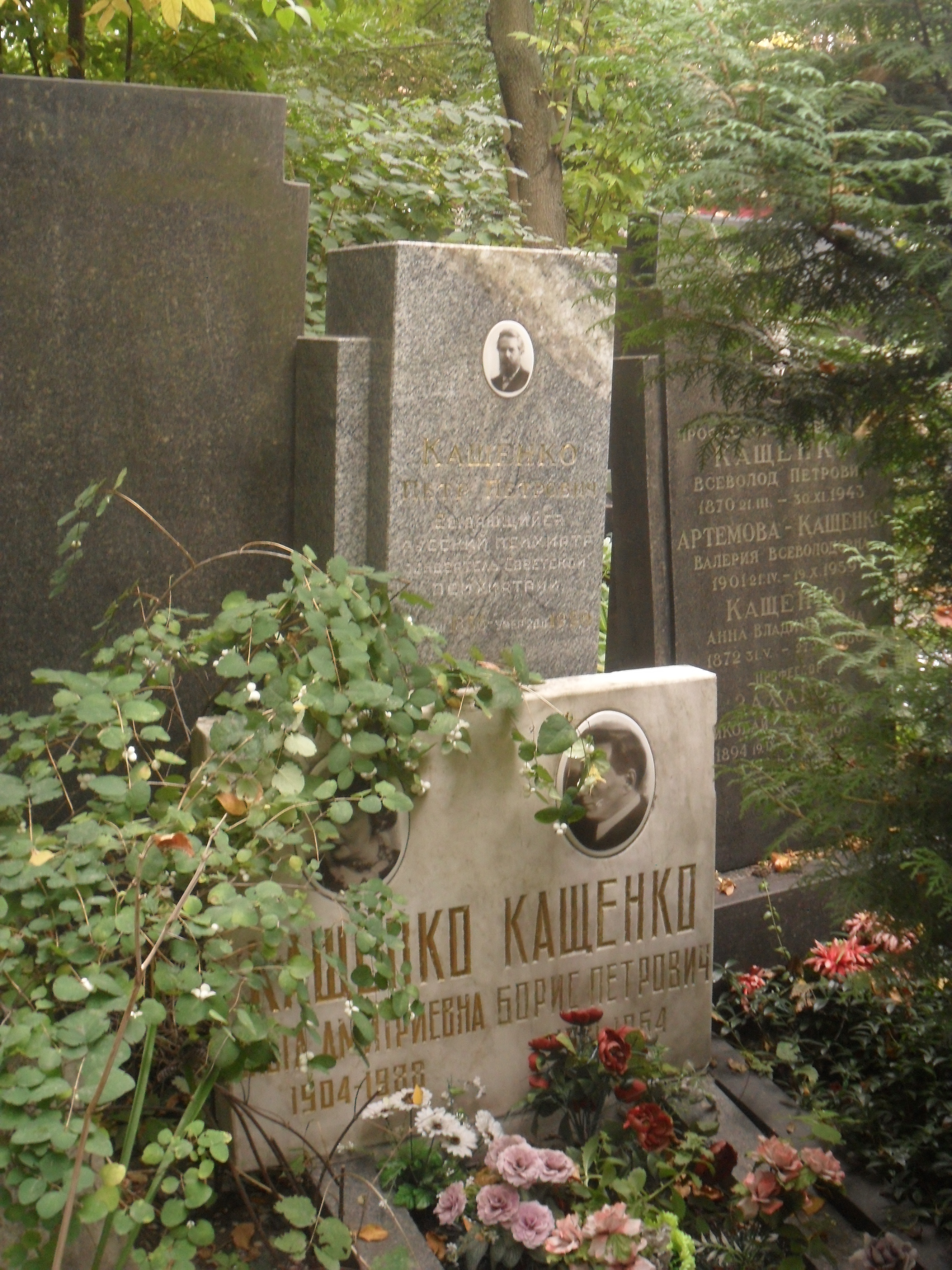
Могила Кащенко на Новодевичьем кладбище Москвы

Отец — Пётр Фёдорович Кащенко (?—1875), потомственный казак, выпускник Санкт-Петербургской медико-хирургической академии, военный врач. Мать — Александра Павловна Черникова, дочь коллежского асессора. В семье было семеро детей. Младший брат — Всеволод, врач-дефектолог.
В 1876 году окончил Ейскую кубанскую войсковую гимназию.
В 1876—1881 годах учился в Киевском, затем — в Московском университете, откуда был исключён за участие в студенческом революционном движении и выслан из Москвы в Ставрополь. В 1884 году освобождён из-под гласного надзора полиции и продолжил учёбу на медицинском факультете Казанского университета. Окончив университет в 1885 году и получив степень лекаря и звание уездного врача, работал врачом Ставропольского епархиального женского училища. В 1889—1904 годах работал директором психиатрической больницы Нижегородского земства (колония Ляхово). Заведовал Московской и Петербургской психиатрическими больницами. В 1904—1906 годах — главный врач психиатрической больницы им. Алексеева в Москве.
В 1905 году принимал участие в революционных событиях в Москве, оказывая помощь раненым во время восстания на Пресне. В 1905—1906 годах возглавил нелегальный межпартийный Красный крест. Организатор и председатель первого в России Центрального статистического бюро для учёта психических больных.
Весной 1907 года Санкт-Петербургское губернское земство пригласило Кащенко возглавить руководство и наблюдение за строительством новой психиатрической больницы, в разработке проекта которой он принимал личное участие. В 1913 году возглавляемая Кащенко больница как образцовая отмечена Малой золотой медалью на Всероссийской гигиенической выставке в Санкт-Петербурге, а сам Кащенко удостоен почётного диплома за разработку сведений о переписи душевнобольных в Санкт-Петербургском земстве. В 1915 году Санкт-Петербургская больница получила многочисленные положительные отзывы на Дрезденской международной гигиенической выставке.
С мая 1917 года руководил нервно-психиатрической секцией Совета врачебных коллегий, в 1918—1920 годах заведовал подотделом нервно-психиатрической помощи Наркомздрава РСФСР.
Разработал основы организации лечения психических больных в России, выдвинул ряд прогрессивных идей (необходимость амбулаторной помощи, организация патронажа, система нестеснения, трудовая терапия и др.).
Умер от осложнений после операции на желудке. Похоронен на Новодевичьем кладбище.

### Семья
Жена — Вера Александровна Горенкина.

## Память

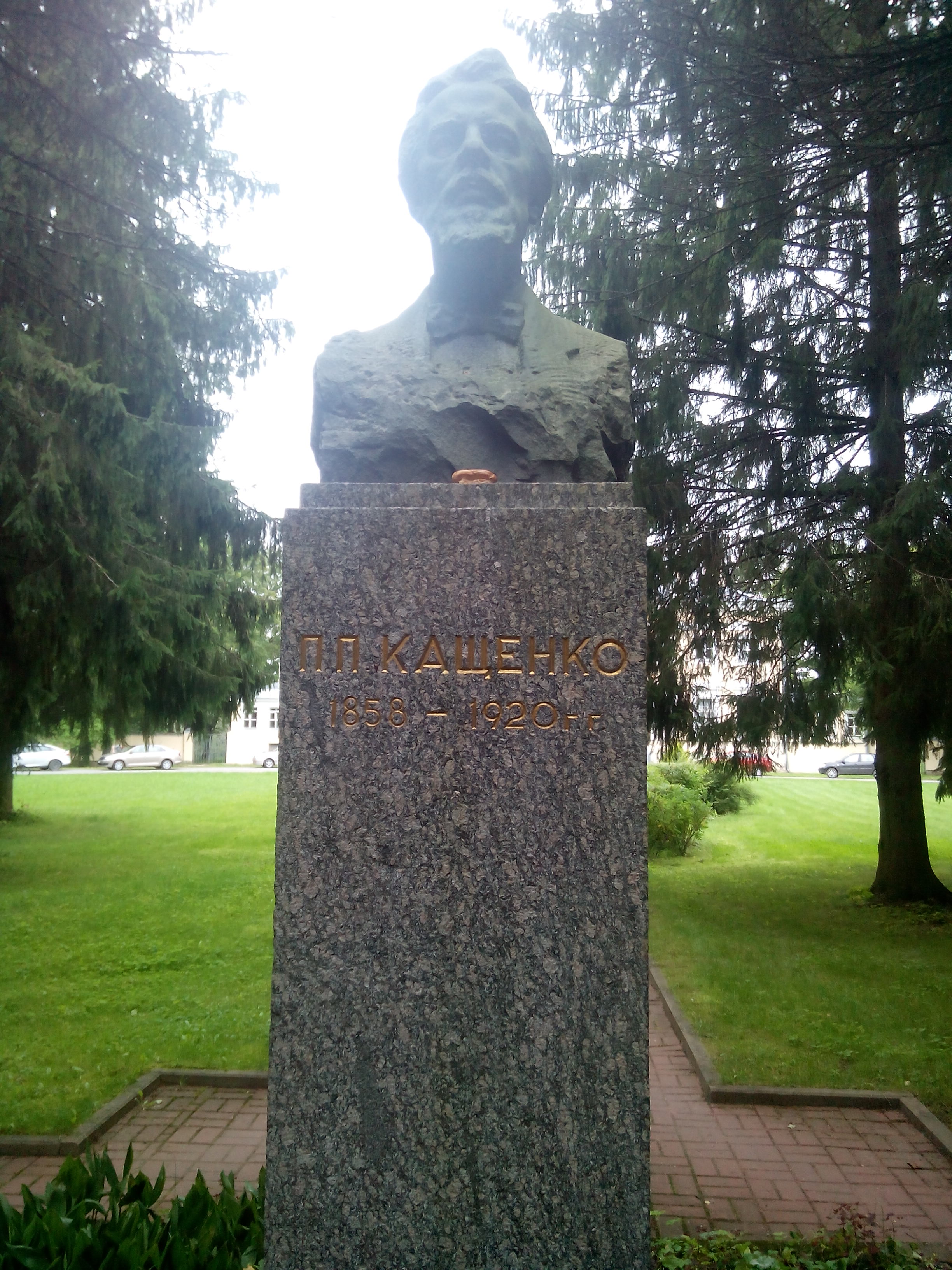
Бронзовый бюст П. П. Кащенко на гранитном постаменте в Санкт-Петербургской психиатрической больнице

- Имя Кащенко носит Санкт-Петербургская психиатрическая больница № 1, главный стационар которой расположен в селе Никольское Гатчинского района Ленинградской области. Эта больница создавалась в 1904—1905 годах под непосредственным руководством Кащенко, а после создания он стал её главным врачом. Перед центральным корпусом больницы (бывшей усадьбой Демидовых) 18 апреля 1961 году был открыт бронзовый бюст П. П. Кащенко на гранитном постаменте (скульптор Калинин).
- Имя Кащенко с 1922 по 1994 год носила Московская психиатрическая больница № 1, название которой, в свою очередь, стало нарицательным. Сейчас эта больница носит имя Алексеева — городского главы Москвы (1885—1893), инициатора строительства больницы и организатора сбора средств на это строительство.
- Имя П. П. Кащенко носит улица в Нижнем Новгороде и Нижегородская областная психоневрологическая больница № 1[6].